# TWILIGHT MADE …HIDEKI
『TWILIGHT MADE …HIDEKI』（トワイライトまで …ヒデキ）は、西城秀樹のオリジナル・アルバム。1985年7月21日にRCAから発売された。
- タイトルにある「MADE」は「メイド」との解釈もあるが、当時レギュラー出演していた『モーニングサラダ』（日本テレビ系）や、ラジオの公開番組で「まで」と紹介しているほか、ファンクラブ会報にも「まで」と表記されている。

## 解説
- 1985年1月、西城秀樹は通算50枚目のシングル「一万光年の愛」発売記念イベントとして、デビュー以来のシングル50曲すべて歌唱する日本武道館公演を敢行、これを機にシングル中心の歌謡曲路線から脱して、アルバム・アーティスト路線へのアプローチを試みた。そこで白羽の矢が立ったのが、前作のオリジナル・アルバム『GENTLE・A MAN』に楽曲提供した（「THROUGH THE NIGHT」作詞・作曲・編曲）角松敏生であった。当時、角松はブレイクし始めた時期で、杏里の大ヒット・シングル「悲しみがとまらない」などでの音楽プロデューサーとしても評価を得るようになっていた[1]。デビューから西城と同じレコード会社所属で、同じ担当プロデューサー（元パープル・シャドウズの岡村右）という縁があり、なによりも「THROUGH THE NIGHT」レコーディング時に西城が角松の音楽性に触れて共感したのが決め手となった[2]。

- アルバム・コンセプトは西城自身のアイデアで、「クルマの中で黄昏時にかかっていて、男性が隣（助手席）の彼女に言葉で言わなくても口説いていけるものを」というコンセプトをプロデュースした[3]。西城は同時に、角松同様に音楽性を買っていた吉田美奈子にも協力を仰いだ[4]。洗練されたファンクやソウル・テイストの角松の作曲・編曲と、吉田の甘くともせつなく、それでいてシニカルな作詞で、10曲中4曲が制作された（角松と吉田のコラボレーションは本作が初となるが、角松はアマチュア時代から吉田を敬愛していたため、喜んでこれを引き受けた）。それを核にして、旧知の芳野藤丸、岡本朗、そして女優から作曲家に転身したMAYUMIこと堀川まゆみの作曲陣が配された。

- 西城はそれまでのパブリック・イメージを覆すため、アルバムのアートワークにおいても「西城秀樹」というパーソナリティーを前面に出さなかった。ジャケットには初めて自身の写真を載せず、印象派的なイラストで、かつ匿名性を帯びたものが採用された。ジャケット正面に載せるアーティスト・ネームも「HIDEKI」とだけ記載した。本作発表時に「アルバム・アーティスト路線の手法に則り、これからはアルバムからシングルカットしていきたい」と言及していたとおり、発売から2ヶ月後の同年9月に本作から「BEAT STREET」をシングルカットした。シングル・エディションに曲がアレンジされてはいたが、既発表曲をシングルにすることも、西城にとっては初めての試みとなった。

- 本作はヒットには至らなかったものの、西城はこの路線をしばらく続けることになる。次のオリジナル・アルバム『FROM TOKYO』（1986年6月5日発売）では角松の起用はなかったものの、吉田の作詞・作曲で8曲中3曲を、MAYUMI（堀川まゆみ）による作曲を2曲採用するなど、傾向が引き継がれている[5]。

## エピソード
- 本作発売直前の1985年7月10日に『夜のヒットスタジオDELUXE』（フジテレビ系）にて、まだ未発表状態だった「BEAT STREET」と「リアル・タイム」を披露している。

- 角松は本作が発売された1985年の秋から冬にかけてのライブツアーで、「BEAT STREET」をセルフカバーした。また、同年11月21日に発売した自身のバラード・アルバム『T's BALLAD』と、同時発売の7インチ・12インチシングル「初恋」に、吉田美奈子をコーラス起用している。角松と吉田の直接的なコラボレーションはこれで最後となるが、後にプロデュースを請け負った若手女性歌手の今井優子に「愛は彼方」を、米光美保には「恋は流星」をと、吉田の楽曲をカバーさせている。

## 収録曲
| #   | タイトル                   | 作詞       | 作曲                 | 編曲                                                                                  |
| --- | -------------------------- | ---------- | -------------------- | ------------------------------------------------------------------------------------- |
| A1. | 「SWEET SURRENDER」        | 吉田美奈子 | 角松敏生             | 角松敏生 数原晋（ブラス編曲） 吉田美奈子（コーラス編曲）                              |
| A2. | 「BEAT STREET」            | 吉田美奈子 | 角松敏生             | 角松敏生 数原晋（ブラス編曲） 吉田美奈子（コーラス編曲）                              |
| A3. | 「HALATION」               | 森田由美   | 芳野藤丸             | 芳野藤丸 大谷和夫（ブラス編曲・コーラス編曲）                                         |
| A4. | 「ワインカラーの衝撃」     | 大津あきら | MAYUMI（堀川まゆみ） | 大谷和夫 吉田美奈子（コーラス編曲）                                                   |
| A5. | 「PLATINUMの雨」           | 吉田美奈子 | 角松敏生             | 角松敏生 数原晋（ブラス編曲） 瀬尾一三（ストリングス編曲） 吉田美奈子（コーラス編曲） |
| B1. | 「リアル・タイム」         | 有川正沙子 | 岡本朗               | 大谷和夫                                                                              |
| B2. | 「オリーブのウェンズディ」 | 大津あきら | MAYUMI（堀川まゆみ） | 大谷和夫 吉田美奈子（コーラス編曲）                                                   |
| B3. | 「BEAUTIFUL RHAPSODY」     | 大津あきら | 芳野藤丸             | 芳野藤丸 大谷和夫（ブラス編曲・コーラス編曲）                                         |
| B4. | 「TELEVISION」             | 吉田美奈子 | 角松敏生             | 芳野藤丸 大谷和夫（ブラス編曲） 吉田美奈子（コーラス編曲）                            |
| B5. | 「レイク・サイド」         | 有川正沙子 | 岡本朗               | 芳野藤丸 大谷和夫（コーラス編曲）                                                     |

## 参加ミュージシャン
- キーボード - 友成好宏、林有三、大谷和夫、稲川徹
- ベース - 青木智仁、渡辺直樹
- ドラムス- 岡本郭男、菊地丈夫
- ギター - 角松敏生、今剛、鳥山雄司、芳野藤丸、北島健二
- コーラス - 吉田美奈子
- トランペット - 数原晋、荒木敏男、林健一郎
- トロンボーン - 新井英治、平内保夫、西山健治、岡田澄雄
- サックス - ジェイク・Ｈ・コンセプション